# District du Sikkim septentrional
Le district du Sikkim septentrional (népalais : उत्तरी सिक्किम) est un district de l'état du Sikkim en Inde.

## Géographie
Au recensement de 2011, sa population était de 43 709 habitants pour une superficie de 4 226 km2.
Son chef-lieu est la ville de Mangan.

## Galerie

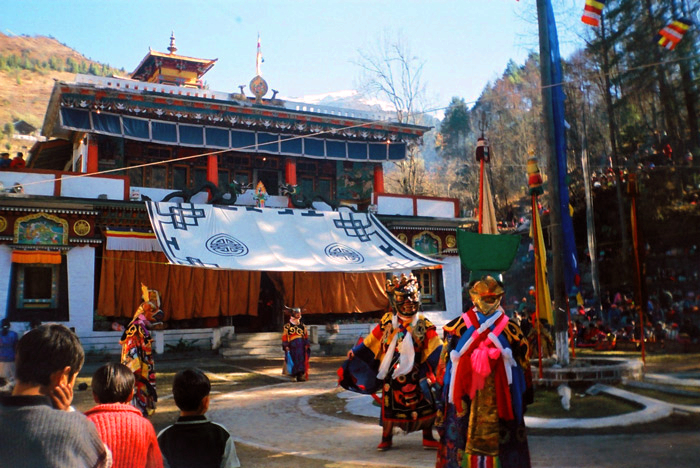
La danse Gumpa au monastère de Lachung.
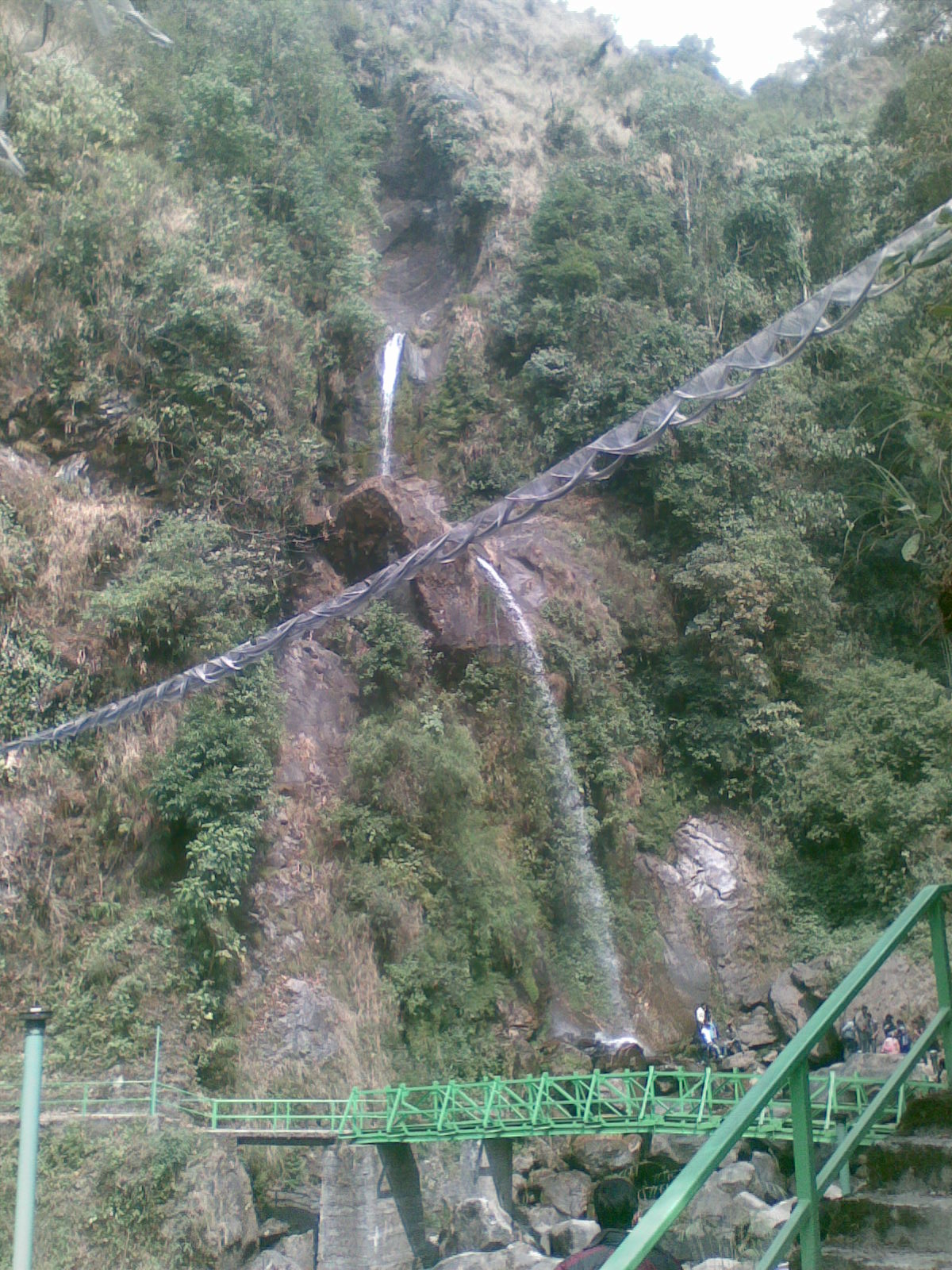
La cascade des sept sœurs.